# 懷亞特山
86°46′S 154°0′W / 86.767°S 154.000°W
懷亞特山是南極洲的山峰，處於韋勞茨山以西6公里，屬於毛德王后山脈的一部分，海拔高度2,930米，該山峰在1934年12月由美國探險隊發現。